# Cabinet de la cassette
La Cabinet de la cassette (anticamente detto cabinet des bains) è una sala della Reggia di Versailles.

## Storia

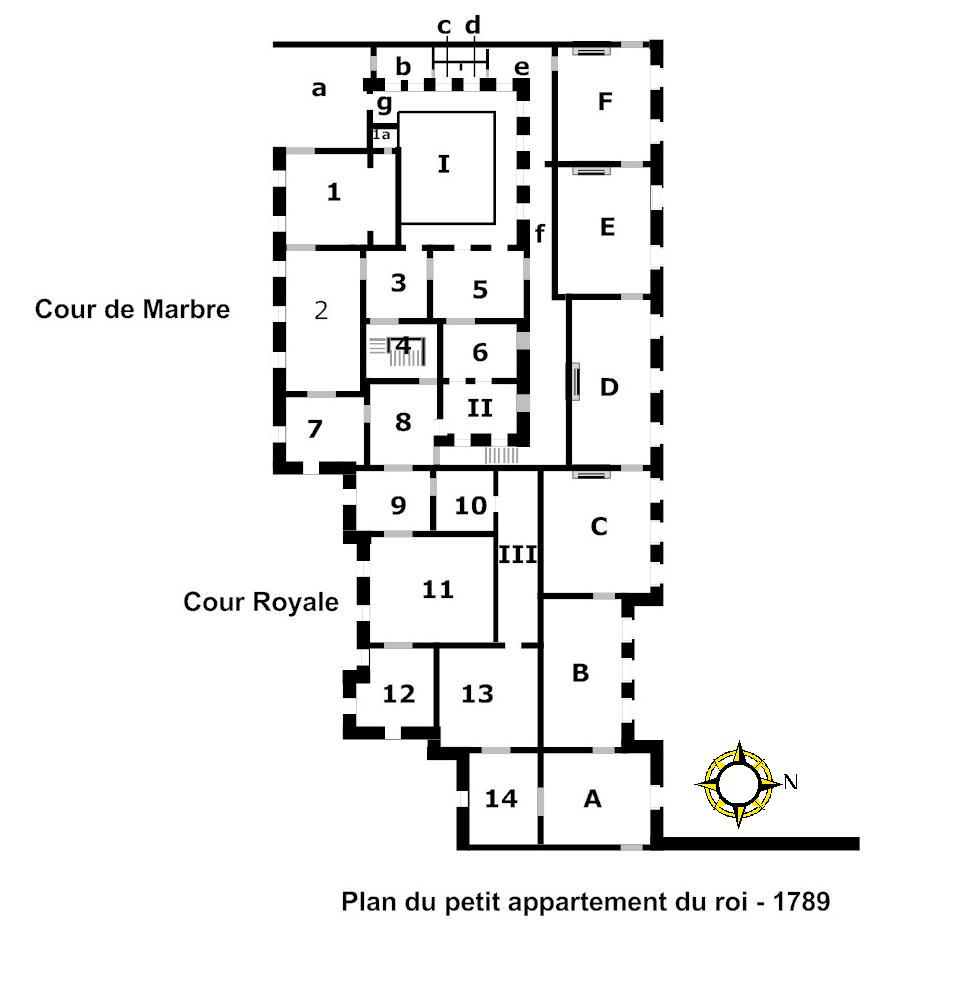
Pianta del petit appartement du roi nel 1789; il cabinet de la cassette è indicato al n. 10.

Il cabinet de la cassette è situato nel Petit appartement du Roi, al primo piano della Reggia di Versailles.
La stanza misura 3,80 x 3,30 metri, con un soffitto alto 2,85 metri. Comunica con la pièce de la vaisselle d'or ed a nord con la cave du Roi.

## Decorazioni
Le decorazioni sono datate al 1771, quando Luigi XV vi fece preparare qui una sala da bagno per rimpiazzare il precedente gabinetto di Adelaide di Borbone-Francia. Esso fu una delle ultime modifiche alla pianta di Versailles.
Scolpite dai fratelli Rousseau, le boiseries sono contraddistinte dall'uso di diverse tonalità di oro e si basano sul tema dell'acqua: i grandi medaglioni al centro dei pannelli, attorniati da rose e narcisi, evocano il bango, la pesca, il nuoto e la caccia agli uccelli acquatici.
Luigi XVI trasformò questa sala nel cabinet de la Cassette, dove per cassette si indicava lo scrigno qui posizionato nel quale il sovrano teneva i propri registri dei conti privati.